# Leda Cosmides
Leda Cosmides, (nacida el 7 de mayo de 1957 en Filadelfia, Pensilvania) es una psicóloga norteamericana, que junto a su esposo el antropólogo John Tooby, ayudó a desarrollar el campo de la psicología evolucionista. 
Cosmides originalmente estudió biología en la Universidad de Harvard, recibiendo su Bachelor of Arts en 1979. Siendo estudiante fue influenciada por el famoso biólogo evolucionista Robert L. Trivers, que fue su asesor. En 1985, Cosmides recibió un Doctorado en psicología cognitiva en Harvard y, después de completar su trabajo postdoctoral bajo Roger Shepard en la Universidad de Stanford, se unió a la facultad de la Universidad de California, Santa Bárbara en 1991, convirtiéndose en una profesora a tiempo completo en el año 2000. 
En 1992, junto con John Tooby y Jerome Barkow, Cosmides editó The Adapted Mind: Evolutionary Psychology and the Generation of Culture . Ella y Tooby también cofundaron y codirigieron el Centro de Psicología Evolucionista. 
Cosmides ha sido galardonada con estos premios: en 1988 con el «Prize for Behavioral Science Research» por la American Association for the Advancement of Science; en 1993 con el «Distinguished Scientific Award» por la American Psychological Association for an Early Career Contribution to Psychology; una beca Guggenheim Fellowship, y en 2005 el «National Institutes of Health Director's Pioneer Award».

## Selección de publicaciones
Libros
- Barkow, J., Cosmides, L. & Tooby, J., (eds) (1992) The Adapted Mind: Evolutionary psychology and the generation of culture (New York: Oxford University Press).
- Tooby, J. & Cosmides, L. (2000) Evolutionary psychology: Foundational papers (Cambridge, MA: MIT Press).
- Cosmides, L. & Tooby, J. (in press) Universal Minds: Explaining the new science of evolutionary psychology (Darwinism Today Series) (London: Weidenfeld & Nicolson).

Artículos
- Cosmides, L. & Tooby, J. (1987) "From evolution to behavior: Evolutionary psychology as the missing link" in J. Dupre (ed.), The latest on the best: Essays on evolution and optimality (Cambridge, MA: The MIT Press).
- Cosmides, L. (1989) "The logic of social exchange: Has natural selection shaped how humans reason? Studies with the Wason selection task," Cognition, 31, 187-276.
- Cosmides, L. & Tooby, J. (1992) "Cognitive adaptations for social exchange," in Barkow, J., Cosmides, L. & Tooby, J., (eds) (1992) The adapted mind: Evolutionary psychology and the generation of culture (New York: Oxford University Press).
- Cosmides, L. & Tooby, J. (2003) "Evolutionary psychology: Theoretical Foundations," in Encyclopedia of Cognitive Science (London: Macmillan).
- Tooby, J. & Cosmides, L. (2005) "Evolutionary psychology: Conceptual foundations," in D. M. Buss (ed.), Handbook of Evolutionary Psychology (New York: Wiley).